# Диксон (округ, Теннесси)
Округ Диксон (англ. Dickson County) располагается в штате Теннесси, США. Официально образован 25 октября 1803 года. По состоянию на 2010 год, численность населения составляла 49 666 человек.

## География
По данным Бюро переписи США, общая площадь округа равняется 1271,691 км2, из которых 1269,101 км2 — суша, и 1,000 км2, или 0,290 % — это водоёмы.

## Население
По данным переписи населения 2000 года в округе проживает 43 156 жителей в составе 16 473 домашних хозяйств и 12 173 семьи. Плотность населения составляет 34,00 человека на км2. На территории округа насчитывается 17 614 жилых строений, при плотности застройки около 14,00-ти строений на км2. Расовый состав населения: белые — 93,25 %, афроамериканцы — 4,58 %, коренные американцы (индейцы) — 0,40 %, азиаты — 0,27 %, гавайцы — 0,01 %, представители других рас — 0,47 %, представители двух или более рас — 1,01 %. Испаноязычные составляли 1,12 % населения независимо от расы.
В составе 35,60 % из общего числа домашних хозяйств проживают дети в возрасте до 18 лет, 58,30 % домашних хозяйств представляют собой супружеские пары, проживающие вместе, 11,50 % домашних хозяйств представляют собой одиноких женщин без супруга, 26,10 % домашних хозяйств не имеют отношения к семьям, 22,30 % домашних хозяйств состоят из одного человека, 8,90 % домашних хозяйств состоят из престарелых (65 лет и старше), проживающих в одиночестве. Средний размер домашнего хозяйства составляет 2,59 человека, и средний размер семьи — 3,02 человека.
Возрастной состав округа: 26,60 % — моложе 18 лет, 8,10 % — от 18 до 24, 30,70 % — от 25 до 44, 22,90 % — от 45 до 64, и 22,90 % — от 65 и старше. Средний возраст жителя округа — 36 лет. На каждые 100 женщин приходится 96,20 мужчин. На каждые 100 женщин старше 18 лет приходится 92,90 мужчин.
Средний доход на домохозяйство в округе составлял 39 056 USD, на семью — 45 575 USD. Среднестатистический заработок мужчины был 32 252 USD против 23 686 USD для женщины. Доход на душу населения составлял 18 043 USD. Около 8,10 % семей и 10,20 % общего населения находились ниже черты бедности, в том числе — 12,90 % молодежи (тех, кому ещё не исполнилось 18 лет) и 11,80 % тех, кому было уже больше 65 лет.